# Maripa colombiana
Maripa colombiana is een rechtvleugelig insect uit de familie Eumastacidae. De wetenschappelijke naam van deze soort is voor het eerst geldig gepubliceerd in 1973 door Descamps.